# Нюдюрбегов, Асанбуба Нюдюрбегович
Асанбуба Нюдюрбегович Нюдюрбегов (род. 13 февраля 1961, с. Ашага-Картас, Сулейман-Стальский район, Дагестанская АССР, РСФСР, СССР) — российский Государственный и политический деятель, политик, депутат Государственной думы Российской Федерации IV и V созывов. Член партии «Единая Россия».

## Биография
Родился 13 февраля 1961 года в с. Ашага-Картас Сулейман-Стальского района Дагестанская АССР. Был четвёртым из 9 детей.
Служил в танковых войсках.
Учился в Харьковском высшем военном училище летчиков, затем на физико-математическом факультете Ростовского государственного университета. 

### Карьера
После окончания в 1989 году Калининградского технологического института рыбной промышленности и хозяйства работал мастером добычи на судах Калининградского производственного объединения рыбной промышленности.
С 1992 по 1995 был директором ИЧП «Маленькая Натали». С 1995 по 1997 коммерческий, а затем генеральный директор АОЗТ «ВАЛС Интернешнл». С 1997 по 1999 год начальник управления группой судов, а затем заместитель гендиректора «Калининградской рыбопромышленной компании тралового флота».
С 1999 по 2002 год возглавлял совет директоров ОАО КРК «Запрыба» в Калининграде. С 2000 по 2002 год занимал пост генерального директора ООО «Морская звезда».
В 2002 году окончил Санкт-Петербургский институт менеджмента по специальности «менеджер, мастер делового администрирования». Аспирант Института проблем управления имени В. А. Трапезникова РАН.

### Депутатская деятельность
Был избран депутатом Государственной Думы четвёртого и пятого созывов от «Единой России». Избирался по Дербентскому округу Дагестана. Был председателем подкомитета по животному миру комитета по природным ресурсам, природопользованию и экологии. Член депутатских групп по связям с парламентами Польши, Литвы, стран Балтийского моря и Норвегии..
С 2007 года является Президентом Центра социально-консервативной политики в Дагестане.

## Попытка теракта
В 2009 году в дом Нюдюрбегова неизвестные подложили взрывное устройство на растяжке. Бомбу первым заметил помощник депутата, который днём приехал в имение Нюдюрбегова, расположенное в 20 км от Калининграда. Приехавшие на место сапёры обезвредили находку и установили, что это безоболочное устройство с порошковым наполнителем, которое было создано на основе обычной фитильной петарды.

## Личная жизнь
Женат.